# Dan Brown
Dan Brown (s. ngày 22 tháng 6 năm 1964) là một nhà văn Mỹ chuyên viết tiểu thuyết hư cấu, bao gồm loạt truyện về nhân vật Robert Langdon: Thiên thần và ác quỷ (2000), Mật mã Da Vinci (2003), Biểu tượng thất truyền (2009), Hỏa ngục (2013) và Nguồn cội (2017). Nội dung các tiểu thuyết là đi tìm các báu vật trong vòng 24 giờ. Chúng thường chứa các chủ đề lặp lại về mật mã, nghệ thuật và các thuyết âm mưu. Ba trong số những tiểu thuyết của ông đã được chuyển thể thành phim.

## Tuổi trẻ
Dan Brown sinh ngày 22 tháng 6 năm 1964 và gia đình ở Exeter, New Hampshire, ông là con trưởng trong một gia đình có 3 anh em. Mẹ ông, Constance (Connie) là một nhạc sĩ chuyên nghiệp, chơi đàn organ trong nhà thờ. Cha ông, Richard G. Brown là một thầy giáo dạy toán khá nổi tiếng, từng viết sách giáo khoa và dạy toán tại trường Trung học tư thục Phillips Exeter từ năm 1962 và nghỉ hưu năm 1997.
Trường Trung học tư thục Phillips Exeter là một trường nội trú độc nhất với yêu cầu các giáo viên cũng phải sống nội trú trong nhiều năm, vì vậy anh em nhà Dan Brown đã được nuôi dạy dưới mái trường này. Môi trường xã hội tại Exeter thời đó hầu như là môi trường Cơ đốc giáo. Brown hát thánh ca trong nhà thờ, tham gia vào trường đạo và dành cả mùa hè để tham dự các cuộc cắm trại của nhà thờ. Tới năm lớp 9, Dan Brown bắt đầu ghi danh học tại trường công lập Phillips Exeter (khóa 1982), sau này, vào các năm 1985 và 1993, em gái Valerie và em trai Gregory của Dan cũng ghi danh học tại đây.

## Nhạc sĩ và ca sĩ nhạc Pop
Sau khi tốt nghiệp trường Phillips Exeter năm 1982, Brown theo học Trường Cao đẳng Amherst, và tại đây ông trở thành thành viên của Hội Psi Upsilon. Ông chơi bóng quần và hát trong câu lạc bộ Amherst Glee, và đã viết tiểu thuyết Alan Lelchuck.  Lưu trữ ngày 12 tháng 5 năm 2006 tại Wayback Machine
Brown tốt nghiệp Trường Cao đẳng Amherst với hai tấm bằng tiếng Anh và Tiếng Tây Ban Nha vào năm 1986, sau đó chân ướt chân ráo bước vào nghề soạn nhạc, và đã từng có tiếng vang với một tổ hợp trong một băng cassette do ông tự phát hành dành cho thiếu nhi với tiêu đề SynthAnimals (Tổ khúc về Động vật) một tuyển tập các ca khúc như "Happy Frogs" (Chú ếch vui vẻ) và "Suzuki Elephants" (Voi Suzzuki), và đã bán được vài trăm bản. Sau đó, ông thành lập công ty thu âm tư nhân Dalliance, và năm 1990 phát hành đĩa CD Perspective (Viễn cảnh), nhằm vào thị trường người lớn và cũng đã bán được vài trăm bản.
Năm 1991, Brown chuyển đến Hollywood, theo đuổi nghề ca sĩ-viết ca khúc-nhạc công piano. Để hỗ trợ con đường tiến thân, ông tham gia giảng dạy tại trường Dự bị Beverly Hills.
Trong thời gian ở Los Angeles, ông gia nhập Hiệp hội Nhạc sĩ quốc gia, và đã tham gia nhiều hoạt động của tổ chức này. Tại đây, ông đã gặp Blythe Newlon, một phụ nữ hơn ông 12 tuổi, là Chủ tịch Hiệp hội Phát triển Nghệ sĩ. Mặc dù không phải trách nhiệm của mình, bà đã làm nhiều việc có thể nói là "bất thường" nhằm giúp đỡ cho dự án của Brown; Viết thông câo báo chí, thiết kế các chương trình khuyến mại và giới thiệu Brown với những người có thể hỗ trợ cho sự nghiệp của ông. Hai người có mối quan hệ cá nhân, cho dù mãi tới năm 1993, các cộng sự của họ mới biết đến mối quan hệ này khi Brown quay về New Hampshire và Blythe đã đi cùng ông. Hai người kết hôn vào năm 1997, bên bờ hồ Pea Porridge, một địa điểm gần North Conway, New Hampshire. 
Trong quá trình giúp đỡ Brown phát triển sự nghiệp ca hát, Blythe cũng có ảnh hưởng rất lớn đến việc phát triển nghề viết văn của Brown, tham gia vào rất nhiều các hoạt động quảng bá cho sách của ông. Bà cũng là đồng tác giả của Brown trong những cuốn "Truyện hài hước" viết thời kỳ đầu dưới bút ký "Khuyết danh", và nhiều người cũng suy đoán rằng bà còn tham gia vào nhiều tác phẩm khác nữa. Trong Lời tựa cuốn tiểu thuyết Deception Point (Điểm dối lừa - 2001), Brown đã từng "cảm ơn Blythe Brown vì những nghiên cứu không mệt mỏi và những dữ liệu đầy tính sáng tạo của mình".
Năm 1993, Dan Brown phát hành CD mang tên mình với nhiều ca khúc như "976-Love" (Tình yêu 976) và "If You Believe in Love" (Nếu bạn tin vào Tình yêu).

## Giáo viên tại New England
Brown và Blythe quay về quê nhà New Hampshire vào năm 1993. Brown trở thành giáo viên tiếng Anh tại trường cũ Phillips Exeter và dạy Tiếng Tây Ban Nha cho Lớp 7 tại trường Lincoln Akerman, một trường lớp mẫu giáo đến lớp 8 với khoảng 250 học sinh tại trường Hampton Falls.  Lưu trữ ngày 3 tháng 1 năm 2006 tại Wayback Machine
Năm 1994, Dan Brown phát hành CD Angels & Demons (Thiên thần và Ác quỷ). Tác phẩm này tương tự như công trình nghiên cứu ambigram của nghệ sĩ John Langdon sau này được Brown đưa vào tiểu thuyết Angels & Demons - 2000. Một lần nữa Brown lại cảm ơn sự đóng góp quý báu của người vợ trong vai trò " một nhà biên tập, một cộng sự, một tác giả thứ hai, một chuyên gia làm việc không biết mệt mỏi".
Đĩa CD này bao gồm những ca khúc như "Here in These Fields" (Trên những cánh đồng này) và bản ballad tôn giáo "All I Believe" (Tất cả những gì tôi tin). 
Cũng trong năm 1994, trong khi đi nghỉ tại Tahiti ông đọc tiểu thuyết The Doomsday Conspiracy (Âm mưu ngày tận thế) của Sidney Sheldon và quyết định mình sẽ viết một tiểu thuyết hay hơn về đề tài này.  Ông bắt đầu viết tiểu thuyết Digital Fortress (Pháo đài số - 1998), và cùng viết một cuốn sách hài hước với vợ 187 Men to Avoid: A Guide for the Romantically Frustrated Woman (187 loại đàn ông nên tránh: Cẩm nang cho người phụ nữ thất bại trong Tình yêu) dưới bút danh "Danielle Brown" (một trong 187 điều ghi trong cuốn sách đó là "Người đàn ông viết sách cẩm nang dành cho phụ nữ"). Trong phần giới thiệu tác giả của cuốn sách có đoạn "Danielle Brown hiện đang sống tại New England, làm công tác giảng dạy, viết sách và xa lánh đàn ông." Tuy nhiên, phần bản quyền cuốn sách vẫn mang tên Dan Brown. Cuốn sách đã bán được vài ngàn bản dưới dạng copy trước khi xuất bản.

## Tác giả của những cuốn sách bán chạy nhất
Năm 1996, Brown thôi không tham gia giảng dạy nữa và chuyên tâm vào nghề viết văn. Cuốn tiểu thuyết Pháo đài số được xuất bản vào năm 1998. Blythe đã quảng bá rất nhiều cho cuốn sách này, viết thông cáo báo chí, đặt chỗ cho Brown trong các chương trình đối thoại trao đổi trên truyền hình, sắp xếp các cuộc phỏng vấn với báo giới. Vài tháng sau, hai người xuất bản cuốn sách hài hước The Bald Book (Những kẻ hói đầu). Đề tên chính thức trên tác phẩm này là vợ ông, nhưng theo lời một đại diện của nhà xuất bản, về cơ bản cuốn sách là tác phẩm của Brown.
Mật mã Da Vinci (2003) (The Da Vinci Code, cuốn thứ hai trong bộ tam phẩm viết về nhân vật Robert Langdon của Brown đã gặt hái thành công lớn với gần 10.000 bản khi phát hành và mỗi lần tái bản sau đó cũng với số lượng tương tự. Khi tái bản lần thứ 4, Mật mã Da Vinci, đã trở thành cuốn sách bán chạy nhất, đứng đầu danh sách những cuốn sách bán chạy nhất của nhật báo The New York Times (New York Times Best Seller list) trong suốt tuần đầu tiên khi tái bản. Giờ đây, tiểu thuyết này được đánh giá là một trong những cuốn sách nổi tiếng nhất của mọi thời đại (mặc dù xung quanh cuốn tiểu thuyết này có những ý kiến phê bình trái ngược nhau) với 60,5 triệu bản sách được bán trên toàn cầu tính đến năm 2006.  Thành công của cuốn tiểu thuyết này cũng đã giúp các tác phẩm của Brown trước đó bán chạy hơn. Năm 2004, toàn bộ 4 tiểu thuyết của Brown đã lọt vào danh sách của New York Times trong tuần đầu tái bản,  Lưu trữ ngày 15 tháng 7 năm 2006 tại Wayback Machine và năm 2005, ông được tạp chí Time bình chọn là một trong 100 nhân vật có ảnh hưởng nhất trong năm. Tạp chí Forbes đã xếp hạng Dan Brown thứ 12 trong danh sách "Celebrity 100" (100 người nổi tiếng) năm 2005 và ước tính thu nhập hàng năm của ông vào khoảng 76,5 triệu USD. Tạp chí Time ước tính, chỉ riêng cuốn tiểu thuyết Mật mã Da Vinci đã mang về cho Brown khoảng 250 triệu USD.
Brown có niềm say mê với mật mã, khóa mã, đề tài nổi bật trong các tác phẩm của ông. Tuy nhiên, nhiều người trong giới phê bình cũng đã đặt dấu hỏi về cách sử dụng mật mã đảo ký tự và khái niệm kỹ thuật của Brown. Hiện nay, sách của Dan Brown đã được dịch ra 40 thứ tiếng khác nhau.  Lưu trữ ngày 27 tháng 1 năm 2006 tại Wayback Machine
Năm 2006, hãng Columbia Pictures đã phát hành bộ phim Mật mã Da Vinci dựa theo tiểu thuyết cùng tên của Dan Brown, do Ron Howard đạo diễn. Bộ phim có sự tham gia của Tom Hanks trong vai Robert Langdon, Audrey Tautou trong vai Sophie Neveu và Ian McKellen trong vai Leigh Teabing. Đây được xem là bộ phim được trông đợi nhiều nhất của năm 2006, và đã được chọn chiếu trong đêm khai mạc Liên hoan phim Cannes ngày 17 tháng 5.
Brown cũng có tên trong danh sách nhà sản xuất của bộ phim cũng như là người xây dựng những mật mã xuất hiện trong phim. Một trong những ca khúc ông tự sáng tác và trình diễn, "Phiano", cũng được chọn làm nhạc nền cho phim.
Ngoài ra, 2 tác phẩm Thiên thần và ác quỷ (2000) và Biểu tượng thất truyền (2009) cũng đã làm say mê nhiều độc giả trên thế giới.

## Các vấn đề về vi phạm bản quyền
Vào tháng 8 năm 2005, Căn cứ trên những điểm tương đồng của Mật Mã Da Vinci – The Da Vinci Code và tiểu thuyết của Perdue là The Da Vinci Legacy (1983) và Daughter of God (2000), tác gia Lewis Perdue đã thất bại trong vụ kiện Brown đạo văn. Thẩm phán George Daniels đã nói rằng: "Xét trên một cách tổng quan thì không thể đưa ra kết luận rằng The Da Vinci Code giống với Daughter of God".
Tháng 4 năm 2006, Brown đã thắng vụ kiện bản quyền được khởi xướng bởi Micheal Baigent và Richard Leigh, những người đã buộc tội Brown ăn cắp ý tưởng từ cuốn sách xuất bản năm 1982 của họ là Holy Blood Holy Grail cho cuốn sách năm 2003 của ông là The Da Vinci Code (Mật Mã Da Vinci). Trong cuốn Holy Blood Holy Grail,Baigent, Leigh, và đồng tác giả Henry Lincoln đã phát triển giả thuyết Jesus và Mary Magdalene đã kết hôn và có 1 đứa con và dòng máu của người vẫn còn duy trì cho đến ngày nay.
Ngày 28 tháng 3 năm 2007, nhà xuất bản của Brown, Random Houses, đã thắng vụ kiện nhiều người quan tâm liên quan đến vi phạm bản quyền Tòa án phúc thẩm của nước Anh và xứ Wales đã chối bỏ mọi nỗ lực của Baigent và Leigh và hai người này đã phải chịu toàn bộ án phí lên tới gần 6 triệu đô.

## Từ thiện
Tháng 10 năm 2004, Brown và người thân của ông đã quyên góp 2.2 triệu đô cho Học viện Phillips Exerter để giúp trang bị máy tính và các thiết bị công nghệ cao cho sinh viên.

## Chỉ trích
Phong cách viết văn của Brown bị chỉ trích là vụng về. Nhiều nhà phê bình tập trung vào phần viết của Brown ở phần lời nói đầu của The Da Vinci Code rằng cuốn tiểu thuyết này dựa trên sự thật trên các mối liên hệ với Opus Dei và Tu Viện Sion và rằng "tất cả các mô tả nghệ thuật kiến trúc, các tư liệu trong cuốn tiểu thuyết đó là chính xác".
Trong một cuộc phỏng vấn với Matt Lauer trên The Today Show vào tháng 9 năm 2009, Brown đã đáp lại bằng cách nói rằng. "tôi làm mọi thứ có chủ ý và riêng biệt trong những cuốn sách của mình. Và đó là pha trộn thực tế và viễn tưởng theo một cách hiện đại và hiệu quả, để kể một câu truyện, Có nhiều một số người hiểu được những việc mà tôi làm, và họ đọc chúng trên tàu, xe và có một khoảng thời gian tuyệt vời và có những người khác lại đọc những cuốn sách của tác giả khác".

## Tác phẩm
Các tiểu thuyết của ông đều đã được dịch sang tiếng Việt
- Pháo đài số (Digital Fortress), 1998
- Thiên thần và ác quỷ (Angels and demons), 2000
- Điểm dối lừa (The deception point), 2001
- Mật mã Da Vinci (The Da Vinci code), 2003
- Biểu tượng thất truyền (The Lost Symbol), 2009
- Hỏa ngục (Inferno), 2014
- Nguồn cội (Origin), 2017